# Lituania en los Juegos Olímpicos de París 1924
Lituania estuvo representada en los Juegos Olímpicos de París 1924 por un total de 13 deportistas que compitieron en 2 deportes. Fue la primera participación de este país en los Juegos Olímpicos.
El equipo olímpico lituano no obtuvo ninguna medalla en estos Juegos.